# World World World
World World World (ワールド ワールド ワールド (Wārudo Wārudo Wārudo?)) è il quarto album in studio del gruppo rock giapponese Asian Kung-Fu Generation, pubblicato nel 2008.

## Tracce
1. World World World (ワールド ワールド ワールド; Wārudo Wārudo Wārudo) – 1:18
2. After Dark (アフターダーク; Afutā Dāku) – 3:12
3. Tabidatsu Kimi e (旅立つ君へ) – 2:49
4. Neoteny (ネオテニー; Neotenī) – 4:43
5. Travelogue (トラベログ; Toraberogu) – 4:07
6. No.9 (Number Nine) – 3:33
7. Night Diving (ナイトダイビング; Naitodaibingu) – 3:02
8. Laika (ライカ; Raika) – 3:52
9. Wakusei (惑星) – 4:01
10. Korogaru Iwa, Kimi ni Asa ga Furu (転がる岩、君に朝が降る) – 4:38
11. World World (ワールド ワールド; Wārudo Wārudo) – 1:21
12. Aru Machi no Gunjō (或る街の群青) – 4:16
13. Atarashii Sekai (新しい世界) – 3:18

## Formazione
- Masafumi Gotō – voce, chitarra
- Kensuke Kita – chitarra, cori
- Takahiro Yamada – basso, cori
- Kiyoshi Ijichi – batteria